# Aleksander Nikolajevič Afanasjev
Aleksander Nikolajevič Afanasjev (rusko Александр Николаевич Афанасьев), sovjetski general, * 1894, † 1950.